# タタ・ボルト
ボルト (BOLT)は、タタが製造販売していた自動車である。

## 概要
2014年2月、デリーモーターショーにて初公開された。
2015年1月、インドにて販売を開始した。